# Масих
Маси́х (араб. المسيح‎ —  помазанник‎, ивритский аналог — Машиах משיח) — в исламе: мессия. Термин аль-Масих аль-Каззаб (лжемессия) и аль-Масих ад-Даджжал употребляются по отношению к Даджжалю. Арабское имя аль-Масихи обозначает христианина.

## Этимология
Западные исламоведы считают, что слово масих̣ заимствовано из арамейского или сирийского языка, где слово мешиха использовалось в качестве имени Спасителя. По мнению Горовица, это слово также могло прийти из эфиопского языка или через его посредство. В доисламские времена арабы-христиане носили имена Абд аль-Масих («раб мессии»).
Арабские лексикографы рассматривали слово аль-Масих̣ в качестве прозвища (лакаба) и давали ему арабскую этимологию. Наиболее распространённым мнением было то, что это слово было получено из глагола масах̣а «вытирать», «гладить», «касаться», «мазать» и т. д.

## Иса ибн Марьям

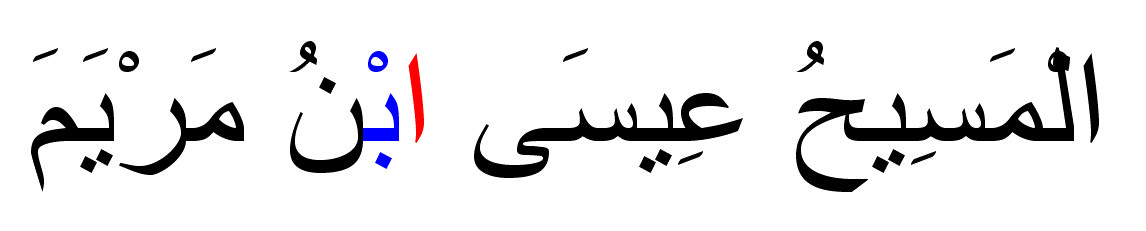
Арабская транскрипция имени Исы: «Аль-Маси́х̣у ‘И́са бну Марйама»

В Коране и сунне пророка Мухаммеда словом масих обозначается пророк Иса (Иисус). Оно ставится перед его именем или употребляется отдельно. Слово масих появляется в мединских сурах Корана — в истории благовещения и опровержениях обожествления пророка Исы. Оно также употребляется в рассказах о втором пришествии Исы и его участии в Судном дне, а также о видениях пророка Мухаммада.
Религиовед Гордон Ньюби отмечает: «В Коране и хадисах термин относится к Исе (Иисусу) и ставится перед его именем скорее как титул или как эпитет, в отличие от того смысла, который этот термин имеет в христианстве или иудаизме, поскольку в исламе у Иисуса нет функции мессианства. В исламе этот термин применительно к Иисусу подчёркивает его выдающуюся роль как пророка».